# Джагджит Шреста
Джагджит Шреста (непальск. जगजीत श्रेष्ठ; 7 августа 1993, Катманду, Непал) — непальский футболист, полузащитник клуба «Три Стар» и сборной Непала.

## Клубная карьера
Шреста начал карьеру в клубе «Гималайан Шерп». В 2011 году он дебютировал за команду в чемпионате Непала. Отыграв год Джагджит перешёл во «Френдс», где также отыграл год и стал чемпионом страны. В 2013 году Шреста присоединился к «Три Стар». В 2015 году Джагджит во второй раз выиграл национальное первенство.

## Международная карьера
2 июля 2011 года в отборочном матче чемпионата мира 2014 года против сборной Восточного Тимора Шреста дебютировал за сборную Непала. В этом же поединке он забил свой первый гол за национальную команду.

### Голы за сборную Непала
| # | Дата        | Место                              | Противник       | Результат | Счёт | Соревнование                     |
| - | ----------- | ---------------------------------- | --------------- | --------- | ---- | -------------------------------- |
| 1 | 2 июля 2011 | Дасарта Рангасала, Катманду, Непал | Восточный Тимор | 4:0       | 5:0  | Чемпионат мира 2014 квалификация |

## Достижения
«Френдс»
- Чемпионат Непала по футболу — 2012/2013

 «Три Стар»
- Чемпионат Непала по футболу — 2014/2015